# Desmond Howard
Desmond Kevin Howard (Cleveland, Ohio, 15 de maio de 1970) é um ex-jogador profissional de futebol americano que atuava na National Football League como wide receiver, punt returner e kickoff returner. Desmond foi campeão da temporada de 1996 da NFL jogando pelo Green Bay Packers. Até o ano de 2009, Howard era apenas o quarto (e, por enquanto, o último) jogador na história a vencer o Heisman Trophy e ser eleito MVP de um Super Bowl.